# Jaroslav Venhauer
Jaroslav Venhauer (* 14. února 1942) byl český a československý politik Komunistické strany Československa, poslanec České národní rady a Sněmovny lidu Federálního shromáždění za normalizace.

## Biografie
K roku 1976 se profesně uvádí jako zámečník. Působil jako horník v národním podniku Důl J. Šverma Žacléř, bytem Žacléř.
Ve volbách roku 1971 se stal poslancem České národní rady. Ve volbách roku 1976 byl zvolen do Sněmovny lidu (volební obvod č. 82 - Trutnov, Východočeský kraj). Mandát obhájil ve volbách roku 1981 (obvod Trutnov) a volbách roku 1986 (obvod Trutnov). Ve Federálním shromáždění setrval do ledna 1990, kdy rezignoval v rámci procesu kooptací do Federálního shromáždění po sametové revoluci.
Ve volbách roku 1986 podal proti němu kandidaturu do Sněmovny lidu v obvodu Trutnov disident Pavel Wonka.